# 圖爾卡納男孩
图尔卡纳男孩（Turkana Boy，Nariokotome Boy）是人們對化石KNM-WT 15000的稱呼，这是一个生活在距今150萬至160万年前的一位匠人青年的近乎完整的骨架。該骨架也是迄今为止人類发现的最完整的早期人类骨骼。它于1984年由Kamoya Kimeu在肯尼亚图尔卡纳湖附近的Nariokotome河岸发现。
估计該男孩的死亡年龄为7至11岁。